# 區玉
區玉（1465年—？），字廷璋，廣東廣州府番禺縣人，民籍，明朝政治人物。

## 生平
弘治二年（1489年）己酉科廣東鄉試第三十四名舉人。弘治十五年（1502年）中式壬戌科會試第一百十七名，三甲第一百一十二名進士。

## 家族
曾祖區文璧；祖父區道；父區愉，母衛氏；繼母趙氏。具庆下。